# Usina Hidrelétrica Luiz Dias
A Usina Hidrelétrica Luiz Dias está instalada no rio Lourenço Velho, bairro Cachoeira Grande, distrito de Lourenço Velho (Bacia do rio Sapucaí), município de Itajubá, Minas Gerais (-22.369513,-45.349545).
Possui potência instalada de 1,62 MW e funciona também como laboratório da Universidade Federal de Itajubá (UNIFEI).